# Felsőpistana
Felsőpistana (horvátul: Gornja Pištana) falu Horvátországban Verőce-Drávamente megyében. Közigazgatásilag Raholcához tartozik.

## Fekvése
Verőcétől légvonalban 48, közúton 65 km-re délkeletre, községközpontjától légvonalban 3, közúton 8 km-re délnyugatra, Szlavónia középső részén, a Papuk-hegység északi völgyében, a Pistana-patak partján fekszik.

## Története
A település feltehetően a 16. században török uralom idején keletkezett Boszniából érkezett pravoszláv vallású vlachok betelepítésével, akik a környező földeket művelték meg. Szlavónia területével együtt az 1683 és 1699 közötti háború során szabadult fel a török uralom alól. 1698-ban „Superioris Pistaina” alakban Alsópistanával együtt 12 portával szerepel a török uralom alól felszabadított települések között. 1722-ben III. Károly király a raholcai uradalommal együtt gróf Cordua d' Alagon Gáspár császári tábornoknak adományozta. 1730-ban Pejácsevich Antal, Miklós és Márk vásárolták meg tőle, majd 1742-ben a raholcai uradalommal együtt a Mihalovics családnak adták el.
Az első katonai felmérés térképén „Dorf Gornia Pisstana” néven találjuk. Lipszky János 1808-ban Budán kiadott repertóriumában „Pistana (Gornja)” néven szerepel. Nagy Lajos 1829-ben kiadott művében „Pistana (Gorna, Felső)” néven 47 házzal, 281 ortodox vallású lakossal találjuk.
1857-ben 235, 1910-ben 275 lakosa volt. 1910-ben a népszámlálás adatai szerint teljes lakossága szerb anyanyelvű volt. Verőce vármegye Nekcsei járásának része volt. Az első világháború után 1918-ban az új szerb-horvát-szlovén állam, majd később (1929-ben) Jugoszlávia része lett. 1991-ben lakosságának 90%-a szerb, 4%-a horvát, 3% jugoszláv nemzetiségű volt. 2011-ben 5 lakosa volt.

## Lakossága
| Lakosság változása | Lakosság változása | Lakosság változása | Lakosság változása | Lakosság változása | Lakosság változása | Lakosság változása | Lakosság változása | Lakosság változása | Lakosság változása | Lakosság változása | Lakosság változása | Lakosság változása | Lakosság változása | Lakosság változása | Lakosság változása |
| ------------------ | ------------------ | ------------------ | ------------------ | ------------------ | ------------------ | ------------------ | ------------------ | ------------------ | ------------------ | ------------------ | ------------------ | ------------------ | ------------------ | ------------------ | ------------------ |
| 1857               | 1869               | 1880               | 1890               | 1900               | 1910               | 1921               | 1931               | 1948               | 1953               | 1961               | 1971               | 1981               | 1991               | 2001               | 2011               |
| 235                | 245                | 211                | 221                | 250                | 275                | 265                | 445                | 187                | 201                | 174                | 175                | 141                | 120                | 13                 | 5                  |